# Ana Paula Ribeiro Tavares
Ana Paula Tavares (Lubango, provincia de Huíla (Angola), 30 de octubre de 1952) es una escritora, docente y poetisa angoleña.

## Biografía
Tras cursar una licenciatura en historia en la Universidad de Lubango (CINE-Instituto de Ciencias y Educación), se mudó a Lisboa donde, en 1996, completó una Maestría en Literatura Africana. Actualmente vive en Portugal donde es candidata al grado de Ph.D. en literatura y profesora en la Universidad Católica de Lisboa.
Entre 1988 y 1990, Tavares fue miembro de la junta que decidía la entrega del Premio Nacional de Literatura en Angola, y también fue jefe de la Oficina de Investigación del Centro Nacional de Documentación e Investigación Histórica en Luanda entre 1983 y 1985. También es un miembro de varias organizaciones culturales, incluido el Comité del Consejo Internacional de Museos de Angola (ICOM), el Comité del Consejo Internacional de Monumentos y Sitios de Angola (ICOMOS) y el Comité de Angola para la UNESCO. La poesía y la prosa de Ana Paula Tavares han sido publicadas en varias antologías de Portugal, Brasil, Francia, Alemania, España y Suecia.
Según Luís Kandjimbo, pertenece a un grupo de escritoras contemporáneas en Angola como Lisa Castel, Amélia da Lomba y Ana de Santana, a quienes llama la «Generación de la Incertidumbres» (Geração das Incertezas), escritoras que típicamente muestran angustia y melancolía en sus obras, expresando decepción con las condiciones políticas y sociales en el país.

## Obras
- Ritos de Passagem (1985)
- O Sangue da Buganvília (1998)
- O Lago da Lua (1999)
- Dizes-me coisas amargas como os frutos (2001)
- A cabeça de Salomé (2004)
- Os olhos do homem que chorava no rio (con Manuel Jorge Marmelo) (2005)
- Manual para amantes desesperados (2007)